# EA温哥华
EA温哥华（英語：EA Vancouver，曾用名：EA加拿大、EA本拿比）是位于加拿大不列颠哥伦比亚本拿比的电子游戏开发商。该开发工作室于1983年1月以Distinctive Software名义开业，1991年被艺电以1100萬美元收購並改名為EA加拿大，成為艺电最早和最大的工作室。EA加拿大有独立雇员约1,300名，拥有全球最大的电子游戏测试间。

## 脚注
1. ↑  . EA. 2013-05-09  [2014-07-19]. （原始内容存档于2013-06-22）.